# Tapinothelops
Tapinothelops is een geslacht van spinnen uit de  familie van de kraamwebspinnen (Pisauridae).

## Soorten
- Tapinothelops concolor (Caporiacco, 1947)
- Tapinothelops vittipes (Caporiacco, 1941)